# Vasile Moldoveanu
Vasile Moldoveanu (Costanza, 6 ottobre 1935) è un tenore rumeno.

## Biografia
Ha studiato canto al Conservatorio “Ciprian Porumbescu” di Bucarest con il tenore Dinu Badescu, nella classe preparata da Octav Enigarescu. Ha debuttato all'Opera Rumena di Bucarest il 9 gennaio 1966 con il ruolo di Arlecchino in “Pagliacci” di Ruggero Leoncavallo.
La sua carriera in Romania è stata relativamente breve. Ha cantato solo all'Opera Rumena di Bucarest (conosciuta oggi come Opera Nazionale di Bucarest), durante otto stagioni, fra gli anni 1966-1971. Ha cantato 22 opere, generalmente ruoli secondari, ma anche qualche ruolo principale: Rinuccio (Gianni Schicchi), Rodolfo (La Bohème), Il Duca di Mantova (Rigoletto), Ernesto (Don Pasquale) e Tamino (Die Zauberflöte – che rappresenta anche il suo ultimo spettacolo in Romania, 23 giugno 1972). Nello stesso tempo, compaiono le sue prime incisioni operistiche su dischi, con la Eletrecord, in ruoli secondari (La Traviata, Sansone e Dalila, Carmen).
Nel 1971 è invitato dalle agenzie Viktor Vladarski e Friedrich Pasch per una serie di audizioni in Germania. Non essendo membro del Partito Comunista Rumeno, ottiene con difficoltà il visto per poter uscire dal paese. Arriva in Germania nel 1972 e decide di non tornare più nella Romania comunista. Le autorità iniziano delle indagini e viene condannato a morte in contumacia, a causa di una abusiva interpretazione di un paragrafo del Codice Penale del 1968, che associava la colpa di “rifiuto di ritornare nel paese” durante “una missione di rappresentanza dello stato” con “il tradimento del paese”. In conseguenza alle modifiche del Codice Penale del 1973, il processo viene rifatto ed il tenore Vasile Moldoveanu, contumace, viene condannato a cinque anni di detenzione ed alla confisca dei beni. Casi simili, sempre inediti, sono quelli del regista rumeno Petrica Ionescu e del ballerino Sergiu Stefanschi.

## Carriera internazionale
Nel 1972 debutta come Manrico nel Trovatore, all'Opera di Ratisbona. Poi, ad Amsterdam, sarà Rodolfo nella Bohème ed il Duca di Mantova nel Rigoletto, all'Opera di Saint Gallen. Debutta poi nel 1973 come Alfredo nella Traviata all'Opera di Stato di Vienna, dove tornerà nel 1987 con il ruolo Des Grieux nella Manon Lescaut. Nello stesso anno, 1973, debutta nel ruolo di Don Carlo, nell'opera omonima di Giuseppe Verdi, ruolo che diventerà emblematico per Vasile Moldoveanu, che lo canterà per 75 volte nella sua carriera.
Nel 1974 firma un contratto di quattro anni con l'Opera di Stoccarda, a quei tempi condotta da Wolfgang Windgassen. Nel periodo successivo canterà nello stesso teatro in varie produzioni: Lucia di Lammermoor, La bohème, Un ballo in maschera, La traviata. Nel 1976 gli viene proposto di cantare in Rigoletto, messa in scena da Roman Polansky, all'Opera di Monaco di Baviera. Durante gli anni iniziali, passati alle opere di Düsseldorf, Stoccarda, Monaco di Baviera, Berlino, Ludwigsburg, viene scoperto da Nelly Walter, vicepresidente della Columbia Artists Management, che diventerà il manager dell'artista per undici anni e lo proporrà al Metropolitan di New York. Nel 1979 debutta al Covent Garden di Londra nel Don Carlo, produzione storica di Luchino Visconti. 
Nel 1977 diventa “Kammersänger” all'Opera di Stoccarda.
Il suo debutto al Metropolitan Opera avviene il 19 maggio 1977, durante una tournée della compagnia a Minneapolis, con il ruolo di Rodolfo nella Bohème, avendo come partner di scena, nel ruolo di Mimì, Renata Scotto, con la quale canterà poi in tanti altri spettacoli. Al Metropolitan Opera canterà in 105 spettacoli, più di qualsiasi altro tenore rumeno, diventerà il solista rumeno con più presenze in ruoli principali, dal dopo guerra. Come paragone, nel periodo nel quale Vasile Moldoveanu cantava al Metropolitan, 1977-1986, Luciano Pavarotti collezionava 100 presenze, Placido Domingo 149 e José Carreras 51. Sempre 105 presenze, in un periodo simile, 10 anni, ebbe nel periodo interbellico il soprano Amelita Galli-Curci.
Ha cantato 10 ruoli al Metropolitan Opera, in diretta in TV, nelle opere: Don Carlo (1980, 11 spettacoli), Il tabarro (1981, 12 spettacoli) e Simon Boccanegra (1984, 27 spettacoli). A parte questi ruoli ha cantato Arrigo nei Vespri Siciliani (4 spettacoli), Turridu nella Cavalleria rusticana (8 spettacoli), Cavaradossi in Tosca (3 spettacoli), Rodolfo in La bohème (6 spettacoli), Des Grieux in Manon Lescaut (14 spettacoli), Duca di Mantova in Rigoletto (8 spettacoli) e Pinkerton in Madama Butterfly (12 spettacoli). Con l'anno 1987, dopo un complesso intervento chirurgico, riduce la sua attività artistica sul continente americano. Le sue ultime presenze negli Stati Uniti sono all'Opera di Denver: Calaf (Turandot) e Des Grieux (Manon Lescaut).
Rientrato in Europa, continua la sua carriera a Parigi (Manon Lescaut, 9 spettacoli nel 1991 e ancora 5 nel 1993), Monaco (I Vespri Siciliani ed Aida – nella regia di Giancarlo del Monaco), Nizza (La fanciulla del West nella regia di Petrică Ionescu), Roma (Turandot), Lisbona (Manon Lescaut), Parma (Don Carlo), Pretoria, Sudafrica (Un ballo in Maschera) ed in varie città della Germania (Stoccarda e Amburgo particolarmente). Praticamente, l'unico teatro d'opera di primo piano dove non ha cantato è stato La Scala di Milano, benché ci siano state discussioni per una recita nei Vespri Siciliani.
Vasile Moldoveanu aveva un timbro di voce molto piacevole, vibrante, da tenore lirico, come si è sempre autodefinito, ma con un registro acuto molto sicuro, forte, che gli ha permesso di abbordare ruoli tipici da tenore spinto (Calaf, Don Carlo, Don José, Manrico), ma anche drammatici (Radames, Dick Johnson). La sua voce, paragonata spesso a quella dei grandi tenori del passato come Giovanni Martinelli o Franco Corelli, era completata da un fisico snello ed uno sguardo ardente, caratteristiche che gli portarono particolari apprezzamenti in alcuni ruoli come Luigi di Il Tabarro. Dopo una trasmissione in TV di questo spettacolo al Metropolitan fu chiamato dai fan e dai colleghi “Luigi! Guarda Luigi!”
Paradossalmente, benché avesse avuto una carriera molto importante, e soprattutto al Metropolitan fosse stato mediatizzato in un'epoca in quale le trasmissioni TV in diretta erano al loro inizio, Vasile Moldoveanu è poco conosciuto in Romania. Questa mancanza di notorietà è stata causata dalla censura durante il periodo del comunismo in Romania, proprio nel periodo di apogeo artistico del tenore rumeno.
Il 2010, Vasile Moldoveanu ha fatto ricorso in appello alla decisione di condanna con detenzione ed è stato assolto.
Il 2012 è stato decorato con l'ordine “Steaua Romaniei”, con il grado di Comandor, una delle più storiche ed alte distinzioni rumene.
Attualmente, Vasile Moldoveanu vive a Monte Carlo e dedica il suo tempo alle ore di master class con giovani interpreti, specialmente dalla Romania.

## Registrazioni
ÎLe registrazioni rimaste sono poche ma esistono due LP con arie di opere della casa Intercord, realizzate nel 1976, a parte quelle prodotte da Electrecord:
- Berühmte Tenor-Arien (1976)
- Neapolitan Songs (1978)

Esistono invece, tantissime registrazioni live delle trasmissioni radio del Metropolitan Opera e varie copie illegali.
Mascagni: Cavalleria Rusticana- Hamburg 1986, con Galina Savova, Vasile Moldoveanu, Piero Cappuccilli, conduttore: Ricco Saccani, L'orchestra dell'Opera di Budapest

## Registrazioni video
Nei confronti delle registrazioni in studio, la videografia di Vasile Moldoveanu è più ampia:
- Giuseppe Verdi: Don Carlo - con: Vasile Moldoveanu (Don Carlo), Renata Scotto (Elisabetta de Valois), Tatiana Troyanos (Principessa Eboli), Sherrill Milnes (Rodrigo, Marchese Di Posa), Paul Plishka (Filippo II), Jerome Hines (Il Grande Inquisitore), Peter Sliker (un forestale), Betsy Norden (Tebaldo), Dana Talley (Conte Di Lerma), Barbara Green (Contessa de Arenberg), John Check (un sacerdote), Timothy Jenkins (un araldo), Therese Brandson (una voce celeste), L‘Orchestra del Coro del Metropolitan di New York, Conduttore: James Levine, Produttore: John Dexter - New York, febbraio 1980, in diretta dal Metropolitan Opera di New York
- Giacomo Puccini: Il tabarro - con: Renata Scotto, Vasile Moldoveanu, Cornell Mc Neill, Charles Anthony, Italo Tajo, Bianca Berini, Jeffrey Stamm, Louisa Wohlafka, Michael Best, L'Orchestra ed il Coro del Metropolitan Opera di New York, Conduttore: James Levine; Produzione: Fabrizio Melano. Da registrazioni del Metropolitan Opera di New York, novembre 1981
- Giuseppe Verdi: Simon Boccanegra - Interpreti: Anna Tomova-Sintow, Sherrill Milnes, Vasile Moldoveanu, Paul Plishka; Conduttore: James Levine, Direttore artistico: Tito Capobianco
- Giuseppe Verdi: I vespri siciliani - Interpreti: Guido de Montforte – Eduard Tumagian, Il Sire di Bethume – Alan Charles, Il Conte Vaudemont – Jacques Doumene, Arrigo – Vasile Moldoveanu, Giovanni da Procida – Zenon Kosnowski, La Duchessa Elena – Maria Temesi, Ninetta – Linda Bond Perry, Danieli – Michel Cambon, Tebaldo – Louis Mathieu, Roberto – Patrick Rocco, Manfredo – Alain Munier; l'Orchestra dell'Opera di Nizza, Conduttore: Oleg Caetani, registrazione video degli spettacoli dell'Opera di Nizza (15, 17, 19 e 23 giugno 1984)